# Kaçkar Dağı
De Kaçkar Dağı is met een hoogte van 3.937 meter de hoogste berg van het Pontisch Gebergte in het noorden van Turkije. 
Hij ligt zo'n 40 kilometer van de kust van de Zwarte Zee, en zo'n 70 kilometer van de grens met Georgië en de havenstad Batoemi aldaar. De Turkse kustplaatsen Rize en Trabzon liggen respectievelijk zo'n 70 en 120 kilometer naar het westen.
De berg maakt deel uit van het Kaçkar-pad, op drie na het hoogstgelegen wandelpad van Turkije.
Lycische Weg · Sint-Paulus-pad · Evliya Çelebi Weg · Caria-pad · Pad van Abraham · Araratberg · Sarıkamış paden · Kaçkar · Hitieten-pad · Gastronomieroute · Onafhankelijkheidspad · Kürebergen-pad · Frygische Weg · Tolerantieweg · Tussen Twee Zeeën · Via Egnatia · Sultanspad